# Jane Channell
Jane Channell (North Vancouver, 23 augustus 1988) is een Canadese skeletonracer.

## Carrière
Bij haar wereldbekerdebuut, in januari 2014 in Königssee, scoorde Channell direct haar eerste wereldbekerpunten. In januari 2015 behaalde de Canadese in Sankt Moritz haar eerste toptienklassering in een wereldbekerwedstrijd. Tijdens de wereldkampioenschappen skeleton 2015 in Winterberg eindigde ze als vierde in de individuele wedstrijd. In december 2015 stond Channell voor de eerste maal in haar carrière op het podium van een wereldbekerwedstrijd. Op de wereldkampioenschappen skeleton 2016 in Igls eindigde de Canadese als dertiende in de individuele wedstrijd. Samen met Dave Greszczyszyn, Kaillie Humphries, Kasha Lee, Justin Kripps en Ben Coakwell eindigde ze op de vijfde plaats in de landenwedstrijd.

## Resultaten

### Olympische Spelen
| Jaar | Plaats      | Resultaat |
| ---- | ----------- | --------- |
| 2018 | Pyeongchang | 10e       |
| 2022 | Peking      | 17e       |

### Wereldkampioenschappen
| Jaar | Plaats       | Resultaat                          |
| ---- | ------------ | ---------------------------------- |
| 2015 | Winterberg   | 4e Individueel                     |
| 2016 | Igls         | 13e Individueel 5e Landenwedstrijd |
| 2017 | Königssee    | 12e Individueel 8e Landenwedstrijd |
| 2020 | Altenberg    | 8e Individueel · Gemengd team      |
| 2021 | Altenberg    | 8e Individueel DNS Gemengd team    |
| 2023 | Sankt Moritz | 6e Individueel 11e Gemengd team    |

### Wereldbeker
Eindklasseringen
| Seizoen   | Rang  |
| --------- | ----- |
| 2013/2014 | 32e   |
| 2014/2015 | 14e   |
| 2015/2016 | Brons |
| 2016/2017 | 11e   |
| 2017/2018 | 5e    |
| 2018/2019 | 9e    |
| 2019/2020 | 12e   |
| 2020/2021 | 26e   |
| 2021/2022 | 11e   |
| 2022/2023 | 8e    |